# Malmen
Malmen – miejscowość (tätort) w Szwecji, w regionie administracyjnym (län) Västmanland, w gminie Västerås.
Według danych Szwedzkiego Urzędu Statystycznego liczba ludności wyniosła: 305 (31 grudnia 2015), 773 (31 grudnia 2018) i 898 (31 grudnia 2019).